# Siergiej Konowałow (funkcjonariusz)
Siergiej Wasiljewicz Konowałow (ros. Сергей Васильевич Коновалов, ur. 1906 w Kazaniu, zm. 1960 w Groznym) – funkcjonariusz radzieckich organów bezpieczeństwa, pułkownik.

## Życiorys
Rosjanin, 1917 skończył trzyklasowe męskie gimnazjum w Kazaniu, a 1920 3 klasy technikum rzecznego w Kazaniu, od maja 1924 do października 1926 służył w Armii Czerwonej. Od października 1926 do kwietnia 1928 sekretarz techniczny kolegium partyjnego Tatarskiej Obwodowej Komisji Kontroli WKP(b), od kwietnia do listopada 1928 zarządzający sprawami Tatarskiego Obwodowego Komitetu Komsomołu, od listopada 1928 funkcjonariusz OGPU, pracownik Pełnomocnego Przedstawicielstwa OGPU Tatarskiej ASRR, od września 1930 członek WKP(b), od lutego 1932 do kwietnia 1933 pełnomocnik nurłackiego rejonowego oddziału GPU, od kwietnia 1933 do lipca 1934 w Pełnomocnym Przedstawicielstwie OGPU Baszkirskiej ASRR, następnie w Zarządzie Bezpieczeństwa Państwowego (UGB) Zarządu NKWD Baszkirskiej ASRR, od 9 lutego 1936 porucznik bezpieczeństwa państwowego. Od 1 lutego do czerwca 1938 szef Oddziału II Wydziału IX Głównego Zarządu Bezpieczeństwa Państwowego, od czerwca 1938 do września 1939 szef Oddziału III Wydziału Specjalnego NKWD ZSRR, od 21 kwietnia 1939 starszy porucznik bezpieczeństwa państwowego ZSRR, od września 1939 do marca 1941 szef oddziału Wydziału VII Głównego Zarządu Bezpieczeństwa Państwowego, od marca do sierpnia 1941 szef oddziału Wydziału V NKGB ZSRR, 14 marca 1941 awansowany na kapitana bezpieczeństwa państwowego. Od sierpnia do 25 grudnia 1941 szef Oddziału V Wydziału Specjalnego NKWD ZSRR, od grudnia 1941 do marca 1942 sekretarz organizacji WKP(b) V Wydziału Specjalnego NKWD ZSRR, od kwietnia 1942 do maja 1943 szef rejonowego oddziału NKWD w obwodzie kujbyszewskim, 11 lutego 1943 awansowany na podpułkownika, od maja do października 1943 szef rejonowego oddziału NKGB, od października 1943 do maja 1944 zastępca szefa Zarządu NKGB obwodu woroszyłowgradzkiego. Od maja 1944 do marca 1947 zastępca szefa Zarządu NKGB/MGB obwodu mikołajowskiego, od 26 marca 1945 pułkownik, od marca 1947 do września 1948 zastępca szefa Zarządu MGB obwodu odeskiego. Od 25 września 1948 do 13 lipca 1951 szef Zarządu MGB obwodu woroszyłowgradzkiego, od 13 lipca 1951 do 16 marca 1953 szef Zarządu MGB Obwodu Grozny, od 16 marca 1953 do 8 maja 1954 szef Zarządu MWD Obwodu Grozny, następnie funkcjonariusz KGB.

## Odznaczenia
- Order Lenina (23 lutego 1952)
- Order Czerwonego Sztandaru (6 listopada 1946)
- Order Czerwonej Gwiazdy (trzykrotnie, m.in. 3 listopada 1944 i 10 kwietnia 1945)
- Odznaka "Zasłużony Funkcjonariusz NKWD" (22 września 1942)

I 4 medale.